# Thelotremataceae
Famille
Thelotremataceae est une famille de lichen de l'ordre des Ostropales.

## Liste des genres
Selon Myconet :
- Acanthotrema A. Frisch
- Chapsa A. Massal.
- Chroodiscus (Müll. Arg.) Müll. Arg.
- Diploschistes Norman
- Fibrillithecis A. Frisch
- Gyrotrema A. Frisch
- Ingvariella Guderley & Lumbsch
- Leptotrema Mont. & Bosch
- Leucodecton A. Massal.
- Melanotrema A. Frisch
- Myriotrema Fée
- Nadvornikia Tibell
- Ocellularia G. Mey. (= Ampliotrema Kalb)
- ?Phaeotrema Müll. Arg.
- Platygrapha Berk. & Broome
- Polistroma Clemente
- Pseudoramonia Kantvilas & Vezda
- Redingeria A. Frisch
- Reimnitzia Kalb
- Stegobolus Mont.
- Thelotrema Ach.
- Topeliopsis Kantvilas & Vezda
- Tremotylium Nyl.